# フォレストページ
フォレストページ（forest page）は、携帯電話向けに無料でホームページをレンタルするサイト。2003年7月22日から正式サービスが開始された。「株式会社ビジュアルワークス」が運営している。2024年8月27日をもってサービスを終了し、ビジュアルワークスはスマートフォンに最適化されたフォレストページプラスへの移行を呼びかけている。

## 概要
2001年8月、前身であるPC向けレンタル掲示板サービス「フォレストマーチ」がサービス開始。
2003年7月22日、掲示板だけではなく、小説の書けるブック機能など、サイト作成に必要な機能を複数使える携帯電話向け無料ホームページ作成サービス「フォレストページ」のサービス開始された。
HTMLやFTPなどの難しい知識を必要とせず、PCや携帯電話より手軽に編集できるCMSサービスとしては老舗に入る。
15年以上経過した現在でも機能追加を続け、多くのユーザーを抱えるマンモスサービス。
2017年12月13日には、スマートフォン・PCに特化した新しい創作サイト作成サービス「フォレストページプラス（フォレストページ+）」がオープンした。
2024年6月26日、フォレストページプラスへの移行が進んだとして、フォレストページそのものは同年8月27日をもってサービスを終了し、データも全削除されることが発表された。

### 特徴
当時同じようなサービス「魔法のiらんど」、「ハムスター島」、「ふりーぺ」などがあったが、「フォレストページ」では、登場人物の名前を読者が自由に変換できる夢小説が執筆できるドリーム機能や、フルカスタマイズHTMLやCSSが使えて自由にデザインできること、3キャリア共通絵文字変換などの独自システムや、当時フィーチャーフォン（ガラケー）向けサイトに当然のように存在したアダルト系広告を一切排したサービス、「森の管理人」という運営スタッフによる創作のアドバイスを含む細やかなサポートがうけ、二次創作などをしているユーザーなどに広まった。

## 沿革
- 2001年8月 - 前身の「フォレストマーチ」オープン。名前の由来は「森の妖精の行進」を意味し、暖かい光でホームページを照らす森をイメージして名付けられた。
- 2003年7月22日 - 「フォレストページ」正式にオープン。機能は、ブック機能、掲示板、web拍手、日記、メールフォームなど。ホームページを作れるということをわかりやすくするため、「フォレストページ」という名前に改名された。
- 2007年12月 - サイト共有サービス「フォレストマーク」オープン。
- 2008年
  - 5月 - 無料ランキングサービス「フォレストランキング」オープン。
  - 7月 - 5周年を記念し、Web上にて初のファン感謝祭「フォレスト文化祭」を開催[2]。
  - 10月 - 「フォレスト文化祭」内で企画された妄想の理想の恋人をイラストにした投稿する「二次元カレシコンテスト」が好評を博し、本コンテンツのみを切り出し、理想の妄想彼氏を多方面から考える特設サイト「妄想彼氏事典」がオープン[3]。翌2009年4月1日には特設サイトで集められた10代〜20代の女性1,000人を超えるアンケートを元に、「理想の妄想彼氏」をテーマとした書籍『妄想彼氏事典』（ぶんか社）が発売される[4]。
- 2009年
  - 1月 - マスコットキャラ「フォレストくん」「フォレスティーナちゃん」誕生。キャラビジュアルは森の「タネ」を元にしており、タネから芽が出る様とサービスを利用して作られたサイトが成長していく姿をイメージしている。サービス各所やタイアップページにて登場するようになる。
  - 3月25日 - 初の単独リアルイベント「FOREST LIVE vol.1」開催[5]。IKU､光上せあら､バニラビーンズ､Vijandeuxと4アーティストが出演、利用者より250名が招待された。
  - 6月1日 - 「フォレストページ」で人気を誇るサイトより、初の商業小説誌デビューとなる、深沢仁『ミルク割り人形』（『Cobalt』7月号収録）が雑誌「コバルト」に掲載[6]。これを記念し「コバルト」とコラボした小説コンクールが開催される[7]。その後も定期的に各出版社と共同で「恋愛」、「BL」、「ファンタジー」などのテーマにて小説コンクールやイラストコンクールが開催されるようになる。
  - 8月3日 - 4月に書籍化された『妄想彼氏辞典』より、ユーザー投稿で作るゲーム『妄想彼氏学園』がリリース[8]。有名男性声優を起用した乙女ゲーム。
  - 9月 - MMORPG『Master of Epic』にてコラボキャンペーン開催[9]。ゲーム内に「フォレストくん」がゲーム内アイテムとして登場した。その後も2011年までに第4弾まで実施された。
- 2010年
  - 1月 - プロ作詞家創出企画「FluP」にて対象に選ばれた歌詞が、Qudraphonicのアルバムに収録、『CDTV』の1月度エンディングテーマとして放映された[10]。その後もMay J.などのアーティストとコラボした企画が続いた。
  - 3月2日 - ブログ作成サービス「フォレストブログ」オープン。
- 2011年
  - 5月 - スマートフォンユーザーの増加に伴い、スマートフォン表示の最適化を実施。また、トップページリニューアル。人気作品や人気ジャンルなどの検索が拡充される。
  - 7月 - 10周年を記念し、再びファン感謝祭「フォレスト文化祭」開催[11]。5周年にて実施した各企画がパワーアップしたものを実施した。
- 2015年
  - 8月 - 人気機能「ブック機能」スマートフォン表示を数回に渡って大規模改善。
  - 12月14日 - 小説の閲覧に特化したiOS、Androidアプリ「夢小説フォレスト図書館」がリリース。
- 2016年4月 - スマートフォン画面UI、デザインのリニューアルを実施。
- 2017年
  - 8月31日 - よりスマートフォン・PCからの閲覧に特化した創作系個人サイト作成サービス「フォレストページプラス（フォレストページ+）」のβ版がオープン。
  - 12月13日 - 「フォレストページプラス（フォレストページ+）」正式オープン。「ギャラリー機能」「日記機能」などの機能が追加された。
- 2024年8月27日 - サービスを終了。以降はフォレストページプラスがメインとなる[1]。

## 利用状況
ユーザー数は2015年現在、月間18億ページビュー、月間訪問者数約300万人。男女比は男性7.4%、女性92.6%。年齢費は10代81.2%、20代15.6%、30代3.2%となっている。主に占めるユーザー層は、アニメ・漫画などのコンテンツを好む女子中高生を主軸としている。